# Hrómundartindur
Hrómundartindur är en vulkan som ligger på sydvästra Island i regionen Suðurland i Grímsnes- og Grafningshreppurs kommun. Toppen på Hrómundartindur är 550 meter över havet. Hrómundartindur ligger mellan sjön Þingvallavatn och staden Hveragerði.

## Hrómundartindurs vulkaniska system

### Samband med vulkanenHengill
Hrómundartindur ansågs länge vara en del av Hengillsystemet, men det har nu upptäckts att det tydligen har en egen magmakammare. Det är därför en centralvulkan med sitt eget vulkaniska system.

## Utbrottshistorik
Hengill och Hrómundartindur bildades under kalla faser under istidens glaciärer. Båda hade också utbrott under holocen. Hrómundartindur producerade både lava och andesitisk sten.
Tjarnarhnjúkurs vulkankägla, som tillhör samma system, hade utbrott senast för cirka 9 000 år sedan. Därigenom producerade den flera fält av basaltiska pahoehoe-lavor som blockerade utflödet av en liten glaciärsjö, en föregångare till dagens Þingvallavatn.